# Котельничский район
Коте́льничский райо́н — административно-территориальная единица (район) и муниципальное образование (муниципальный район) на западе Кировской области России.
Административный центр — город Котельнич (в состав района не входит).

## География
Район расположен по правому берегу реки Вятки. На западе граничит со Свечинским районом, на северо-западе — с Даровским, на востоке — с Орловским и Оричевским, на юге — с Арбажским и Тужинским районами. Площадь — 3940 км². Протяженность района с севера на юг — 100 км, с запада на восток — 70 км. Длина всех границ Котельничского района — 470 км. Основные реки — Вятка, Молома, Боковая.

## История
Древними жителями Котельничского района были марийцы. На месте Котельнича находилась столица марийского княжества — Кокшаров, в XII веке захваченного новгородскими ушкуйниками. После потери Кокшарова марийский князь Чумбылат переместил ставку в Кукарку (ныне — город Советск).
Котельничский район был образован в 1929 году в составе Котельнического округа Нижегородского края. В него вошла часть территории бывшего Котельничского уезда Вятской губернии. С 1934 года район находился в составе Кировского края, а с 1936 года — в Кировской области. С 1932 по 1965 год территория района неоднократно изменялась за счёт присоединения и отделения Арбажского, Даровского, Макарьевского и Свечинского районов.
14 ноября 1959 года к Котельничскому району была присоединена часть территории упразднённого Свечинского района.
1 февраля 1963 года территория упразднённого Свечинского района была передана Шабалинскому району.
С 1 января 2006 года согласно Закону Кировской области от 07.12.2004 № 284-ЗО на территории района образованы 22 муниципальных образования — сельских поселений.
Законом Кировской области от 27 июля 2007 года № 151-ЗО Куринское сельское поселение и Макарьевское сельское поселение объединены в Макарьевское сельское поселение с административным центром в селе Макарье.
Законом Кировской области от 5 июля 2011 года № 18-ЗО Шалеевское сельское поселение и Юбилейное сельское поселение объединены в Юбилейное сельское поселение с административным центром в посёлке Юбилейном.

## Население
| 1939    | 1959    | 1970    | 1979    | 1989    | 2002    | 2009    | 2010    | 2011    |
| ------- | ------- | ------- | ------- | ------- | ------- | ------- | ------- | ------- |
| 78 076  | ↗96 343 | ↘34 910 | ↘29 813 | ↘27 969 | ↘20 507 | ↘18 916 | ↘15 799 | ↘15 700 |
| 2012    | 2013    | 2014    | 2015    | 2016    | 2017    | 2018    | 2019    | 2020    |
| ↘15 289 | ↘15 038 | ↘14 584 | ↘14 314 | ↘13 827 | ↘13 485 | ↘12 994 | ↘12 581 | ↘12 157 |
| 2021    |         |         |         |         |         |         |         |         |
| ↘10 942 |         |         |         |         |         |         |         |         |

## Муниципально-территориальное устройство
С 2011 года в Котельничском районе 250 населённых пунктов в составе 20 сельских поселений:
| №  | Сельские поселения                 | Административный центр        | Количество населённых пунктов | Население | Площадь, км2 |
| -- | ---------------------------------- | ----------------------------- | ----------------------------- | --------- | ------------ |
| 1  | Александровское сельское поселение | село Александровское          | 12                            | ↘209      | 76,90        |
| 2  | Биртяевское сельское поселение     | посёлок Ленинская Искра       | 37                            | ↘2484     | 161,40       |
| 3  | Вишкильское сельское поселение     | село Вишкиль                  | 13                            | ↘249      | 157,90       |
| 4  | Ежихинское сельское поселение      | железнодорожная станция Ежиха | 5                             | ↘311      | 398,90       |
| 5  | Зайцевское сельское поселение      | деревня Зайцевы               | 7                             | ↘475      | 55,70        |
| 6  | Карпушинское сельское поселение    | посёлок Карпушино             | 13                            | ↗538      | 261,50       |
| 7  | Комсомольское сельское поселение   | посёлок Комсомольский         | 10                            | ↘605      | 336,20       |
| 8  | Котельничское сельское поселение   | деревня Караул                | 14                            | ↘977      | 43,54        |
| 9  | Красногорское сельское поселение   | село Красногорье              | 11                            | ↘216      | 65,50        |
| 10 | Макарьевское сельское поселение    | село Макарье                  | 15                            | ↘778      | 416,60       |
| 11 | Молотниковское сельское поселение  | село Молотниково              | 11                            | ↗363      | 81,00        |
| 12 | Морозовское сельское поселение     | село Боровка                  | 10                            | ↘494      | 211,60       |
| 13 | Покровское сельское поселение      | село Покровское               | 33                            | ↘530      | 551,47       |
| 14 | Родичевское сельское поселение     | деревня Родичи                | 6                             | ↘168      | 57,30        |
| 15 | Светловское сельское поселение     | посёлок Светлый               | 2                             | ↘668      | 69,33        |
| 16 | Спасское сельское поселение        | село Спасское                 | 7                             | ↘191      | 222,10       |
| 17 | Сретенское сельское поселение      | село Сретенье                 | 7                             | ↘103      | 245,50       |
| 18 | Чистопольское сельское поселение   | село Чистополье               | 5                             | ↘133      | 224,48       |
| 19 | Юбилейное сельское поселение       | посёлок Юбилейный             | 13                            | ↘1006     | 220,86       |
| 20 | Юрьевское сельское поселение       | село Юрьево                   | 19                            | ↘444      | 121,00       |

| №   | Населённый пункт    | Тип                     | Население | Муниципальное образование          |
| --- | ------------------- | ----------------------- | --------- | ---------------------------------- |
| 1   | Александровское     | село                    | 325       | Александровское сельское поселение |
| 2   | Алексаны            | деревня                 | 0         | Покровское сельское поселение      |
| 3   | Аникины             | деревня                 | 23        | Макарьевское сельское поселение    |
| 4   | Архипенки           | деревня                 | 2         | Покровское сельское поселение      |
| 5   | Ацвеж               | железнодорожная станция | 20        | Александровское сельское поселение |
| 6   | Бакалово            | деревня                 | 6         | Родичевское сельское поселение     |
| 7   | Банниковы           | деревня                 | 10        | Биртяевское сельское поселение     |
| 8   | Безденежные         | деревня                 | 1         | Вишкильское сельское поселение     |
| 9   | Беловщина           | деревня                 | 1         | Биртяевское сельское поселение     |
| 10  | Бережане            | деревня                 | 0         | Ежихинское сельское поселение      |
| 11  | Биртяевы            | деревня                 | 11        | Биртяевское сельское поселение     |
| 12  | Бобровы             | деревня                 | 2         | Морозовское сельское поселение     |
| 13  | Богомоловы          | деревня                 | 23        | Котельничское сельское поселение   |
| 14  | Болванская          | деревня                 | 4         | Юрьевское сельское поселение       |
| 15  | Большая Подволочная | деревня                 | 0         | Покровское сельское поселение      |
| 16  | Большие Коромысловы | деревня                 | 0         | Покровское сельское поселение      |
| 17  | Большие Наговицыны  | деревня                 | 4         | Вишкильское сельское поселение     |
| 18  | Большой Содом       | деревня                 | 0         | Макарьевское сельское поселение    |
| 19  | Борки               | деревня                 | 0         | Покровское сельское поселение      |
| 20  | Борки               | деревня                 | 2         | Юрьевское сельское поселение       |
| 21  | Боровики            | деревня                 | 0         | Вишкильское сельское поселение     |
| 22  | Боровка             | село                    | 565       | Морозовское сельское поселение     |
| 23  | Бородины            | деревня                 | 9         | Биртяевское сельское поселение     |
| 24  | Бороны              | деревня                 | 0         | Александровское сельское поселение |
| 25  | Бусыгины            | деревня                 | 24        | Молотниковское сельское поселение  |
| 26  | Бычковы             | деревня                 | 0         | Биртяевское сельское поселение     |
| 27  | Вагины              | деревня                 | 0         | Макарьевское сельское поселение    |
| 28  | Вагины              | деревня                 | 2         | Молотниковское сельское поселение  |
| 29  | Валовы              | деревня                 | 0         | Покровское сельское поселение      |
| 30  | Валовы              | деревня                 | 0         | Юрьевское сельское поселение       |
| 31  | Ванеевы             | деревня                 | 0         | Красногорское сельское поселение   |
| 32  | Ванюшенки           | деревня                 | 10        | Вишкильское сельское поселение     |
| 33  | Варюховщина         | деревня                 | 3         | Юрьевское сельское поселение       |
| 34  | Верхние Цыпухины    | деревня                 | 0         | Макарьевское сельское поселение    |
| 35  | Веснины             | деревня                 | 59        | Котельничское сельское поселение   |
| 36  | Вишкиль             | село                    | 320       | Вишкильское сельское поселение     |
| 37  | Волки               | деревня                 | 2         | Вишкильское сельское поселение     |
| 38  | Волковщина          | деревня                 | 0         | Макарьевское сельское поселение    |
| 39  | Воробьи             | деревня                 | 1         | Котельничское сельское поселение   |
| 40  | Воронковы           | деревня                 | 2         | Юрьевское сельское поселение       |
| 41  | Восток              | посёлок                 | 160       | Зайцевское сельское поселение      |
| 42  | Высотины            | деревня                 | 0         | Котельничское сельское поселение   |
| 43  | Вьялковская         | деревня                 | 1         | Сретенское сельское поселение      |
| 44  | Галашевы            | деревня                 | 1         | Юбилейное сельское поселение       |
| 45  | Галкины             | деревня                 | 1         | Молотниковское сельское поселение  |
| 46  | Глушковы            | деревня                 | 11        | Морозовское сельское поселение     |
| 47  | Голенки             | деревня                 | 0         | Юрьевское сельское поселение       |
| 48  | Головешицы          | деревня                 | 2         | Покровское сельское поселение      |
| 49  | Гороховы            | деревня                 | 2         | Вишкильское сельское поселение     |
| 50  | Гостево             | село                    | 0         | Биртяевское сельское поселение     |
| 51  | Гребенята           | деревня                 | 19        | Комсомольское сельское поселение   |
| 52  | Гремячево           | деревня                 | 2         | Красногорское сельское поселение   |
| 53  | Григорьево          | деревня                 | 6         | Чистопольское сельское поселение   |
| 54  | Гулины              | деревня                 | 198       | Биртяевское сельское поселение     |
| 55  | Даровица            | железнодорожная станция | 10        | Зайцевское сельское поселение      |
| 56  | Деминская           | деревня                 | 9         | Котельничское сельское поселение   |
| 57  | Дороничи            | деревня                 | 0         | Александровское сельское поселение |
| 58  | Дымково             | деревня                 | 2         | Молотниковское сельское поселение  |
| 59  | Ежиха               | железнодорожная станция | 508       | Ежихинское сельское поселение      |
| 60  | Ежуры               | остановочная платформа  | 4         | Комсомольское сельское поселение   |
| 61  | Екатерина           | село                    | 173       | Карпушинское сельское поселение    |
| 62  | Екименки            | деревня                 | 2         | Зайцевское сельское поселение      |
| 63  | Елифер              | деревня                 | 9         | Комсомольское сельское поселение   |
| 64  | Еныки               | деревня                 | 11        | Ежихинское сельское поселение      |
| 65  | Еремеевская         | деревня                 | 9         | Покровское сельское поселение      |
| 66  | Жарены              | деревня                 | 12        | Покровское сельское поселение      |
| 67  | Ждановы             | деревня                 | 0         | Котельничское сельское поселение   |
| 68  | Жохи                | деревня                 | 0         | Биртяевское сельское поселение     |
| 69  | Жуковляне           | деревня                 | 1         | Александровское сельское поселение |
| 70  | Заборье             | деревня                 | 5         | Юрьевское сельское поселение       |
| 71  | Зайцевы             | деревня                 | 436       | Зайцевское сельское поселение      |
| 72  | Зайцы               | деревня                 | 0         | Сретенское сельское поселение      |
| 73  | Залесская           | деревня                 | 14        | Покровское сельское поселение      |
| 74  | Заложане            | деревня                 | 1         | Биртяевское сельское поселение     |
| 75  | Заложане            | деревня                 | 0         | Покровское сельское поселение      |
| 76  | Замоломцы           | деревня                 | 4         | Александровское сельское поселение |
| 77  | Заречный            | посёлок                 | 54        | Макарьевское сельское поселение    |
| 78  | Захматовка          | деревня                 | 0         | Красногорское сельское поселение   |
| 79  | Земцы               | деревня                 | 0         | Вишкильское сельское поселение     |
| 80  | Зотовы              | деревня                 | 0         | Александровское сельское поселение |
| 81  | Зыковы              | деревня                 | 0         | Биртяевское сельское поселение     |
| 82  | Зыковы              | деревня                 | 15        | Юбилейное сельское поселение       |
| 83  | Иготино             | железнодорожная станция | 46        | Комсомольское сельское поселение   |
| 84  | Изиповка            | деревня                 | 7         | Чистопольское сельское поселение   |
| 85  | Исаковы             | деревня                 | 2         | Красногорское сельское поселение   |
| 86  | Казаровщина         | деревня                 | 12        | Молотниковское сельское поселение  |
| 87  | Капиданцы           | деревня                 | 0         | Комсомольское сельское поселение   |
| 88  | Караул              | деревня                 | 635       | Котельничское сельское поселение   |
| 89  | Кардаковы           | деревня                 | 252       | Биртяевское сельское поселение     |
| 90  | Карпушино           | посёлок                 | 418       | Карпушинское сельское поселение    |
| 91  | Карпушины           | деревня                 | 7         | Карпушинское сельское поселение    |
| 92  | Катни               | деревня                 | 0         | Ежихинское сельское поселение      |
| 93  | Кирпиковы           | деревня                 | 3         | Биртяевское сельское поселение     |
| 94  | Клепиковы           | деревня                 | 2         | Биртяевское сельское поселение     |
| 95  | Ковровы             | деревня                 | 2         | Биртяевское сельское поселение     |
| 96  | Козловаж            | село                    | 99        | Комсомольское сельское поселение   |
| 97  | Кокушка             | деревня                 | 1         | Карпушинское сельское поселение    |
| 98  | Колосовы            | деревня                 | 22        | Спасское сельское поселение        |
| 99  | Комсомольский       | посёлок                 | 803       | Комсомольское сельское поселение   |
| 100 | Копылы              | деревня                 | 67        | Покровское сельское поселение      |
| 101 | Короткие            | деревня                 | 2         | Сретенское сельское поселение      |
| 102 | Косолапово          | деревня                 | 0         | Чистопольское сельское поселение   |
| 103 | Косолаповы          | деревня                 | 0         | Зайцевское сельское поселение      |
| 104 | Костичи             | деревня                 | 0         | Биртяевское сельское поселение     |
| 105 | Коченки             | деревня                 | 0         | Вишкильское сельское поселение     |
| 106 | Кощеевы             | деревня                 | 9         | Красногорское сельское поселение   |
| 107 | Красногорская       | деревня                 | 0         | Юбилейное сельское поселение       |
| 108 | Красногорье         | село                    | 329       | Красногорское сельское поселение   |
| 109 | Красное             | деревня                 | 35        | Чистопольское сельское поселение   |
| 110 | Крысичи             | деревня                 | 2         | Карпушинское сельское поселение    |
| 111 | Крысовщина          | деревня                 | 1         | Юрьевское сельское поселение       |
| 112 | Крюковы             | деревня                 | 22        | Молотниковское сельское поселение  |
| 113 | Крюковы             | деревня                 | 8         | Юбилейное сельское поселение       |
| 114 | Кузнецы             | деревня                 | 5         | Покровское сельское поселение      |
| 115 | Куприха             | деревня                 | 0         | Юрьевское сельское поселение       |
| 116 | Курино              | село                    | 111       | Макарьевское сельское поселение    |
| 117 | Куршаковы           | деревня                 | 2         | Родичевское сельское поселение     |
| 118 | Лагуновы            | деревня                 | 0         | Биртяевское сельское поселение     |
| 119 | Лебедевы            | деревня                 | 8         | Красногорское сельское поселение   |
| 120 | Лебеди              | деревня                 | 11        | Вишкильское сельское поселение     |
| 121 | Левичи              | деревня                 | 11        | Биртяевское сельское поселение     |
| 122 | Лелековы            | деревня                 | 42        | Котельничское сельское поселение   |
| 123 | Ленинская Искра     | посёлок                 | 2057      | Биртяевское сельское поселение     |
| 124 | Леушино             | деревня                 | 1         | Покровское сельское поселение      |
| 125 | Липичи              | деревня                 | 3         | Биртяевское сельское поселение     |
| 126 | Логиновы            | деревня                 | 1         | Макарьевское сельское поселение    |
| 127 | Лукинщина           | деревня                 | 0         | Молотниковское сельское поселение  |
| 128 | Любиха              | деревня                 | 0         | Котельничское сельское поселение   |
| 129 | Макарье             | село                    | 1033      | Макарьевское сельское поселение    |
| 130 | Малая Мельница      | деревня                 | 2         | Карпушинское сельское поселение    |
| 131 | Малая Подволочная   | деревня                 | 0         | Покровское сельское поселение      |
| 132 | Малая Шиловщина     | деревня                 | 9         | Спасское сельское поселение        |
| 133 | Мамаи               | деревня                 | 8         | Морозовское сельское поселение     |
| 134 | Мельничата          | деревня                 | 1         | Вишкильское сельское поселение     |
| 135 | Минины              | деревня                 | 6         | Юрьевское сельское поселение       |
| 136 | Михалицыны          | деревня                 | 19        | Юбилейное сельское поселение       |
| 137 | Михнинка            | деревня                 | 1         | Красногорское сельское поселение   |
| 138 | Мишотино            | деревня                 | 17        | Вишкильское сельское поселение     |
| 139 | Могучие             | деревня                 | 0         | Родичевское сельское поселение     |
| 140 | Молосники           | деревня                 | 8         | Александровское сельское поселение |
| 141 | Молотниково         | село                    | 376       | Молотниковское сельское поселение  |
| 142 | Молчановщина        | деревня                 | 1         | Спасское сельское поселение        |
| 143 | Морозовы            | деревня                 | 59        | Морозовское сельское поселение     |
| 144 | Мосины              | деревня                 | 3         | Юрьевское сельское поселение       |
| 145 | Муха                | деревня                 | 0         | Покровское сельское поселение      |
| 146 | Мухлыничи           | деревня                 | 3         | Молотниковское сельское поселение  |
| 147 | Надеевы             | деревня                 | 0         | Макарьевское сельское поселение    |
| 148 | Наймушины           | деревня                 | 211       | Биртяевское сельское поселение     |
| 149 | Нижние Цыпухины     | деревня                 | 0         | Макарьевское сельское поселение    |
| 150 | Нижняя Водская      | деревня                 | 3         | Покровское сельское поселение      |
| 151 | Нижняя Мельница     | деревня                 | 44        | Спасское сельское поселение        |
| 152 | Обсечки             | деревня                 | 1         | Александровское сельское поселение |
| 153 | Овчинниковы         | деревня                 | 4         | Юрьевское сельское поселение       |
| 154 | Овчинята            | деревня                 | 5         | Биртяевское сельское поселение     |
| 155 | Окуловы             | деревня                 | 1         | Молотниковское сельское поселение  |
| 156 | Олюнины             | деревня                 | 0         | Юрьевское сельское поселение       |
| 157 | Омеличи             | деревня                 | 7         | Биртяевское сельское поселение     |
| 158 | Оса                 | деревня                 | 27        | Макарьевское сельское поселение    |
| 159 | Осинки              | деревня                 | 4         | Юрьевское сельское поселение       |
| 160 | Пармаж              | посёлок                 | 0         | Покровское сельское поселение      |
| 161 | Парфеновы           | деревня                 | 1         | Биртяевское сельское поселение     |
| 162 | Парюг               | деревня                 | 84        | Сретенское сельское поселение      |
| 163 | Патраки             | деревня                 | 0         | Покровское сельское поселение      |
| 164 | Патруши             | деревня                 | 6         | Карпушинское сельское поселение    |
| 165 | Патруши             | деревня                 | 0         | Комсомольское сельское поселение   |
| 166 | Патруши             | деревня                 | 2         | Юбилейное сельское поселение       |
| 167 | Пестовы             | деревня                 | 6         | Карпушинское сельское поселение    |
| 168 | Петровцы            | деревня                 | 0         | Покровское сельское поселение      |
| 169 | Петуховы            | деревня                 | 54        | Карпушинское сельское поселение    |
| 170 | Пихтовая            | деревня                 | 22        | Светловское сельское поселение     |
| 171 | Плотниковы          | деревня                 | 0         | Юбилейное сельское поселение       |
| 172 | Поздяки             | деревня                 | 0         | Морозовское сельское поселение     |
| 173 | Покровское          | село                    | 511       | Покровское сельское поселение      |
| 174 | Пономаревы          | деревня                 | 0         | Карпушинское сельское поселение    |
| 175 | Прохоренки          | деревня                 | 3         | Юбилейное сельское поселение       |
| 176 | Пузыренки           | деревня                 | 47        | Котельничское сельское поселение   |
| 177 | Разлив              | посёлок                 | 165       | Морозовское сельское поселение     |
| 178 | Рвачи               | деревня                 | 2         | Вишкильское сельское поселение     |
| 179 | Репейник            | деревня                 | 3         | Биртяевское сельское поселение     |
| 180 | Рогачёвщина         | деревня                 | 15        | Макарьевское сельское поселение    |
| 181 | Рогожники           | деревня                 | 2         | Морозовское сельское поселение     |
| 182 | Роденки             | деревня                 | 0         | Покровское сельское поселение      |
| 183 | Родичи              | деревня                 | 264       | Родичевское сельское поселение     |
| 184 | Ромашонки           | деревня                 | 22        | Родичевское сельское поселение     |
| 185 | Роминская           | деревня                 | 232       | Котельничское сельское поселение   |
| 186 | Сандаки             | деревня                 | 11        | Покровское сельское поселение      |
| 187 | Светлый             | посёлок                 | 1129      | Светловское сельское поселение     |
| 188 | Селюничи            | деревня                 | 0         | Биртяевское сельское поселение     |
| 189 | Сивковы             | деревня                 | 0         | Котельничское сельское поселение   |
| 190 | Симинская           | деревня                 | 0         | Покровское сельское поселение      |
| 191 | Симичи              | деревня                 | 5         | Сретенское сельское поселение      |
| 192 | Синчата             | деревня                 | 0         | Спасское сельское поселение        |
| 193 | Ситниковы           | деревня                 | 19        | Биртяевское сельское поселение     |
| 194 | Скурихинская        | деревня                 | 30        | Юрьевское сельское поселение       |
| 195 | Слобода             | деревня                 | 0         | Спасское сельское поселение        |
| 196 | Сметаны             | деревня                 | 0         | Родичевское сельское поселение     |
| 197 | Смирновы            | деревня                 | 4         | Морозовское сельское поселение     |
| 198 | Соловьи             | деревня                 | 0         | Покровское сельское поселение      |
| 199 | Спасское            | село                    | 288       | Спасское сельское поселение        |
| 200 | Спудняки            | деревня                 | 0         | Биртяевское сельское поселение     |
| 201 | Сретенье            | село                    | 162       | Сретенское сельское поселение      |
| 202 | Старостины          | деревня                 | 44        | Котельничское сельское поселение   |
| 203 | Сутяга              | деревня                 | 10        | Карпушинское сельское поселение    |
| 204 | Сюзюм               | посёлок                 | 93        | Ежихинское сельское поселение      |
| 205 | Тимоничи            | деревня                 | 3         | Карпушинское сельское поселение    |
| 206 | Токаевы             | деревня                 | 0         | Биртяевское сельское поселение     |
| 207 | Толстик             | деревня                 | 0         | Комсомольское сельское поселение   |
| 208 | Треничи             | деревня                 | 10        | Макарьевское сельское поселение    |
| 209 | Тугуны              | деревня                 | 1         | Биртяевское сельское поселение     |
| 210 | Тырыки              | деревня                 | 5         | Александровское сельское поселение |
| 211 | Тюрики              | деревня                 | 0         | Юбилейное сельское поселение       |
| 212 | Удаленки            | деревня                 | 6         | Александровское сельское поселение |
| 213 | Урожайная           | деревня                 | 16        | Биртяевское сельское поселение     |
| 214 | Фадеевцы            | деревня                 | 0         | Биртяевское сельское поселение     |
| 215 | Филичи              | деревня                 | 14        | Биртяевское сельское поселение     |
| 216 | Фомичи              | деревня                 | 22        | Биртяевское сельское поселение     |
| 217 | Фуколята            | деревня                 | 0         | Сретенское сельское поселение      |
| 218 | Хазовы              | деревня                 | 0         | Морозовское сельское поселение     |
| 219 | Халтуровщина        | деревня                 | 0         | Карпушинское сельское поселение    |
| 220 | Хаустовы            | деревня                 | 8         | Биртяевское сельское поселение     |
| 221 | Хмелевая            | деревня                 | 17        | Юбилейное сельское поселение       |
| 222 | Чащины              | деревня                 | 27        | Биртяевское сельское поселение     |
| 223 | Черемисская         | деревня                 | 0         | Покровское сельское поселение      |
| 224 | Чёрная              | железнодорожная станция | 63        | Покровское сельское поселение      |
| 225 | Чернятьевская       | деревня                 | 10        | Макарьевское сельское поселение    |
| 226 | Чижи                | деревня                 | 0         | Красногорское сельское поселение   |
| 227 | Чистополье          | село                    | 250       | Чистопольское сельское поселение   |
| 228 | Шабалины            | деревня                 | 6         | Биртяевское сельское поселение     |
| 229 | Шабалины            | деревня                 | 82        | Котельничское сельское поселение   |
| 230 | Шалагиновы          | деревня                 | 13        | Юрьевское сельское поселение       |
| 231 | Шалеевщина          | деревня                 | 221       | Юбилейное сельское поселение       |
| 232 | Шахтары             | деревня                 | 0         | Покровское сельское поселение      |
| 233 | Шеломово            | деревня                 | 0         | Юрьевское сельское поселение       |
| 234 | Шестаковы           | деревня                 | 3         | Покровское сельское поселение      |
| 235 | Шильниковы          | деревня                 | 0         | Покровское сельское поселение      |
| 236 | Широченки           | деревня                 | 2         | Покровское сельское поселение      |
| 237 | Шмаки               | деревня                 | 5         | Биртяевское сельское поселение     |
| 238 | Шумиленки           | деревня                 | 17        | Зайцевское сельское поселение      |
| 239 | Шушканово           | деревня                 | 0         | Красногорское сельское поселение   |
| 240 | Щеглята             | деревня                 | 0         | Юбилейное сельское поселение       |
| 241 | Щековатовщина       | деревня                 | 0         | Юрьевское сельское поселение       |
| 242 | Щенниковский        | кордон                  | 38        | Покровское сельское поселение      |
| 243 | Щенниковы           | деревня                 | 0         | Молотниковское сельское поселение  |
| 244 | Щипичевщина         | деревня                 | 13        | Красногорское сельское поселение   |
| 245 | Эхтенки             | деревня                 | 0         | Комсомольское сельское поселение   |
| 246 | Эхтенки             | деревня                 | 0         | Покровское сельское поселение      |
| 247 | Юбилейный           | посёлок                 | 1101      | Юбилейное сельское поселение       |
| 248 | Юденки              | деревня                 | 4         | Александровское сельское поселение |
| 249 | Юрьево              | село                    | 601       | Юрьевское сельское поселение       |
| 250 | Ярушниковы          | деревня                 | 1         | Зайцевское сельское поселение      |

## Председатели райисполкома
С 1929 по 1991 годы в райисполкоме председательствовали:
| Ф. И. О.                                     | Время замещения должности   |
| -------------------------------------------- | --------------------------- |
| Корунов Михаил Герасимович                   | июль 1929 — июль 1930       |
| Черезов Иван Васильевич                      | август 1930 — январь 1932   |
| Михеев Дмитрий Петрович                      | январь — сентябрь 1932      |
| Горшечников Степан Иванович                  | сентябрь 1932 — июль 1934   |
| Ковшов Михаил Григорьевич                    | июль 1934 — март 1935       |
| Киселев Семен Филиппович                     | март 1935 — октябрь 1937    |
| Черных Василий Васильевич                    | январь — октябрь 1938       |
| Дмитриевых Александр Алексеевич              | ноябрь 1938 — февраль 1943  |
| Киселев Семен Филиппович                     | февраль 1943 — август 1943  |
| Дряхлов Михаил Николаевич                    | сентябрь 1943 — ноябрь 1945 |
| Клепиков Иван Семенович                      | ноябрь 1945 — сентябрь 1952 |
| Сакерин Петр Степанович                      | сентябрь 1952 — май 1954    |
| Мерзляков Степан Кононович                   | май 1954 — январь 1956      |
| Жорин Иван Федорович                         | февраль 1956 — октябрь 1957 |
| Вылегжанин Иван Максимович                   | ноябрь 1957 — март 1959     |
| Замятин Борис Михайлович                     | март 1959 — сентябрь 1960   |
| Белов Евгений Николаевич — партийный деятель | октябрь 1960 — март 1961    |
| Пономарев Виталий Андреевич                  | март 1961 — сентябрь 1962   |
| Козьминых Александр Григорьевич              | сентябрь — декабрь 1962     |
| Касьянов Петр Сергеевич                      | декабрь 1962 — март 1964    |
| Михаленко Сергей Михеевич                    | март 1964 — март 1969       |
| Козьминых Александр Григорьевич              | март 1969 — март 1982       |
| Усачев Виктор Владимирович                   | март 1982 — декабрь 1991    |

## Экономика
Район агропромышленный. Основное занятие — сельское хозяйство, характеризующееся высокой обеспеченностью молочным скотом. При выгодном расположении района на судоходной Вятке, пересекаемой здесь железнодорожной линией, развиты деревообработка, деревопереработка, отрасли пищевой промышленности.
В Котельничском районе выращивают рожь, ячмень, овёс, пшеницу, лён, картофель. Разводят овец, свиней, крупный рогатый скот.
Месторождения торфа, глины, известняка, гравия.

## Транспорт
Через район проходят железнодорожные магистрали, связывающие его с Москвой, Санкт-Петербургом, а также с городами Урала, Сибири и Дальнего Востока.

## Средства массовой информации
- Котельничский вестник.
- Вятская Земля

## Достопримечательности
- Государственный природный заповедник «Нургуш».
- Ковровское городище (II тысячелетие до н. э. — XII—XVII века нашей эры)[28].
- Скорняковское городище[29] (X—XIII века нашей эры)[30].
- Котельничское местонахождение парейазавров — местонахождение ископаемых позвоночных животных пермского периода палеозойской эры (255 млн лет назад), исследование которого продолжается (включено в список памятников природы федерального значения, во всемирный предварительный список геологических площадей, составляемый специальной международной рабочей группой под эгидой ЮНЕСКО).